# G. S. Shivarudrappa

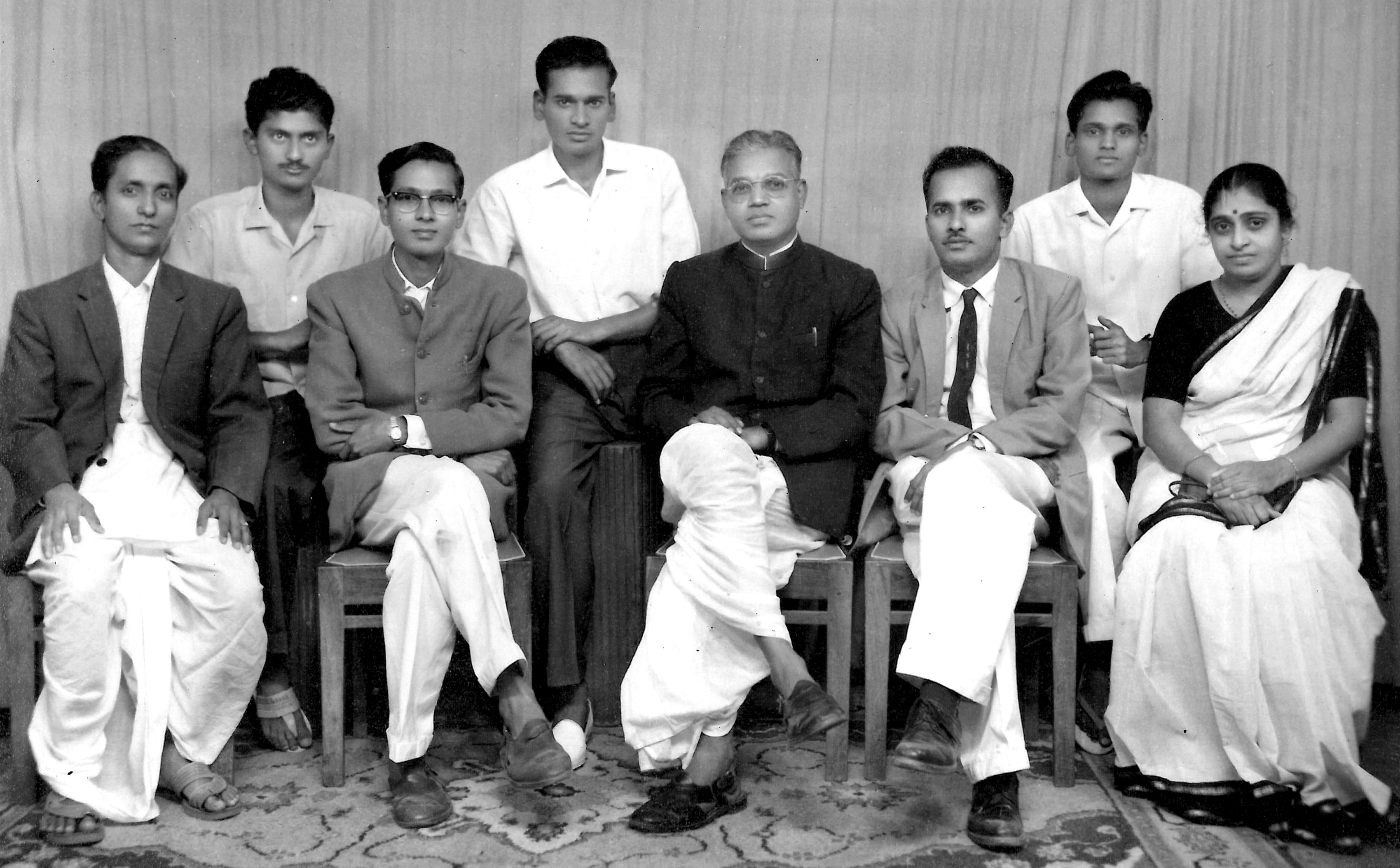
Shivarudrappa junto al famoso escritor indio Venkatachala

G.S. Shivarudrappa (Kannada: ಜಿ ಎಸ್ ಶಿವರುದ್ರಪ್ಪ) (7 de febrero de 1926 - 23 de diciembre de 2013) fue un poeta, escritor e investigador kannada que fue galardonado con el título de Rashtrakavi por el Gobierno de Karnataka el 1 de noviembre de 2006.

## Primeros años
G.S. Shivarudrappa nació el 7 de febrero de 1926 en Shikaripura, en el distrito de Shivamogga de Karnataka. Su padre era un maestro de escuela. Hizo sus estudios primarios y secundarios en Shikaripura.

## Educación
Shivarudrappa ganó su B.A. en 1949 y una maestría en 1953 de la Universidad de Mysore, y ha obtenido medallas de oro en tres ocasiones. Fue un estudiante y seguidor de Kuvempu y fue fuertemente inspirado por obras literarias de Kuvempu y de la vida.
En 1965, G. S. Shivarudrappa consiguió un doctorado por su tesis Soundarya Sameekshe (kannada: ಸೌಂದರ್ಯ ಸಮೀಕ್ಷೆ), escrita bajo la dirección de Kuvempu, un trabajo pionero en el campo de la estética literaria. Este es un estudio erudito de las dimensiones estéticas de la antigua y moderna literatura kannada.

## Vida posterior y muerte
Shivarudrappa ha trabajado como profesor en el Colegio kannada del Aiaz, Mysore y más tarde en el Departamento de Postgrado de la Universidad kannada Bangalore. Rastrakavi G. S. Shivarudrappa murió el 23 de diciembre de 2013 en su residencia de Banashankari, Bangalore. El Gobierno del Estado declaró un luto de dos días en su honor.

## Rashtrakavi
Shivarudrappa fue honrado con el título de Rashtrakavi (sánscrito para "Poeta de la Nación") por el Gobierno de Karnataka durante los Suvarna Karnataka (las celebraciones del Jubileo de Oro de Karnataka) en ocasión del 1 de noviembre, el día kannada Rajyotsava de 2006. Fue el tercer poeta kannada en ser honrado con este prestigioso título de Rashtrakavi, después de su mentor y guía Kuvempu y Govinda Pai.

## Obras literarias

### Colecciones de poesía
- Saamagaana
- Cheluvu-Olavu
- Devashilpi
- Deepada Hejje
- Anaavarana
- Tereda Baagilu
- Gode
- Vyakthamadhya
- Teerthavaani
- Kaartika
- Kaadina Katthalalli
- Preeti illada mele
- Chakragati
- Mera Diya y otros poemas (2022, Rajmangal Prakashan)[5]

### Obras en prosa y de investigación
- Parisheelana
- Vimarsheya Poorva Pashchima
- Soundarya Sameekshe (Tesis doctoral)
- Kaavyaartha Chintana
- Gatibimba
- anuranana
- Pratikriye
- Kannada Sahithya Sameekshe
- Mahakavya Swaroopa
- Kannada Kavigala Kaavyakalpane
- Samagra Kannada Sahitya Charitre - Una historia de laliteratura y el lenguaje Kannada

y su crecimiento a lo largo de los siglos
- Kuvempu-a Reappraisal - Una obra biográfica sobre Kuvempu, hecho por el Gobierno de Karnataka

### Viaje
- Moscowdalli 22 dina (22 Days in Moscú) - Ganador del Soviet Land Nehru Award.
- Englandinalli Chaturmaasa (Cuatro meses en Inglaterra)
- Americadalli Kannadiga (Kannadiga de América)
- Gangeya Shikharagalalli (En la cresta del río Ganges)

## Premios y honores
- Soviet Land Nehru Award - 1973
- Kendra Sahithya Academy Award - 1984 (por la obra, Kaavyartha Chintana)
- Pampa Award - 1998[7]
- Presidente del 61 º All India Kannada Sahithya Sammelana, que tuvo lugar en Davanagere
- Karnataka Sahithya Academy Honorary Award - 1982
- Nadoja Award por Kannada University
- Doctor honoris causa por Bangalore University y Kuvempu University
- Honrado como Rashtrakavi (Poet of the Nation) - 2006[4]
- Sahitya Kala Kaustubha-2010